# Mrówkożer workowaty
Mrówkożer workowaty (Myrmecobius fasciatus) – gatunek ssaka, jedynego przedstawiciela rodzaju mrówkożer (Myrmecobius) i rodziny mrówkożerowatych (Myrmecobiidae). Żyje współcześnie na niewielkim obszarze w południowo-zachodniej Australii Zachodniej, poza tym introdukowany w innych częściach Australii. Pierwotnie gatunek występował na rozległych obszarach południowej Australii, ale od XIX wieku jego areał został zredukowany z powodu zmian w środowisku powodowanych przez człowieka, w szczególności z powodu introdukcji lisa rudego (jeden z dwóch podgatunków, zasiedlający środkową i wschodnią część kontynentu w międzyczasie wymarł). Mrówkożer związany jest współcześnie z lasami eukaliptusowymi, wcześniej obserwowany był w różnych formacjach. Spożywa głównie termity. Samica nie ma torby lęgowej. Zwierzę jest łatwe do rozpoznania z powodu charakterystycznych pasów na grzbiecie.

## Taksonomia
Rodzaj i gatunek po raz pierwszy zgodnie z zasadami nazewnictwa binominalnego opisał w 1836 roku angielski przyrodnik George Robert Waterhouse nadając im odpowiednio nazwy Myrmecobius i Myrmecobius fasciatus. Miejsce typowe to My Kokeby, na południe od Beverley, Australia Zachodnia, Australia. Holotyp to skóra podarowana autorowi opisu przez por. Dale’a. Podgatunek rufus po raz pierwszy zgodnie z zasadami nazewnictwa binominalnego opisał w 1923 roku australijski przyrodnik Frederic Wood Jones jako odrębny gatunek i nadając mu nazwę Myrmecobius rufus. Miejsce typowe to Australia Południowa, Australia. Okazy typowe to co najmniej dwa syntypy, których czaszki znajdują się w muzeum odontologicznym w Royal College of Surgeons w Londynie.

### Systematyka
Mrówkożer workowaty zalicza się do rzędu niełazokształtnych, który dzieli się na trzy rodziny, z których jedna (wilkoworowate) już wyginęła, podczas gdy pozostałe dwie (mrówkożerowate i niełazowate) w dalszym ciągu zamieszkują Australię i okoliczne wyspy. Mrówkożer stanowi jedyny rodzaj w rodzinie mrówkożerowatych zwanych też mrówkożerami. Rodzaj obejmuje pojedynczy gatunek – mrówkożer workowaty. Zapis kopalny rodziny ogranicza się w zasadzie do mrówkożera; najstarsze szczątki pochodzą z późnego plejstocenu z Australii Zachodniej i Nowej Południowej Walii. Linia mrówkożera oddzieliła się od niełazowatych prawdopodobnie 32,8–42,2 miliona lat temu.
W obrębie gatunku wyróżniono dwa podgatunki. M. fasciatus rufus prawdopodobnie już wyginął, gdyż ostatnio widziano go w latach 60. XX wieku. Drugim podgatunkiem jest M. fasciatus fasciatus.

### Etymologia
- Myrmecobius: gr. μυρμηξ murmēx, μυρμηκος murmēkos „mrówka”; βιος bios „życie, pokarm”[23].
- fasciatus: późnołac. fasciatus „pasiasty”, od łac. fascia „pasmo, pas”[24].
- rufus: łac. rufus „czerwony, rudy, rudawy”[25].

## Budowa

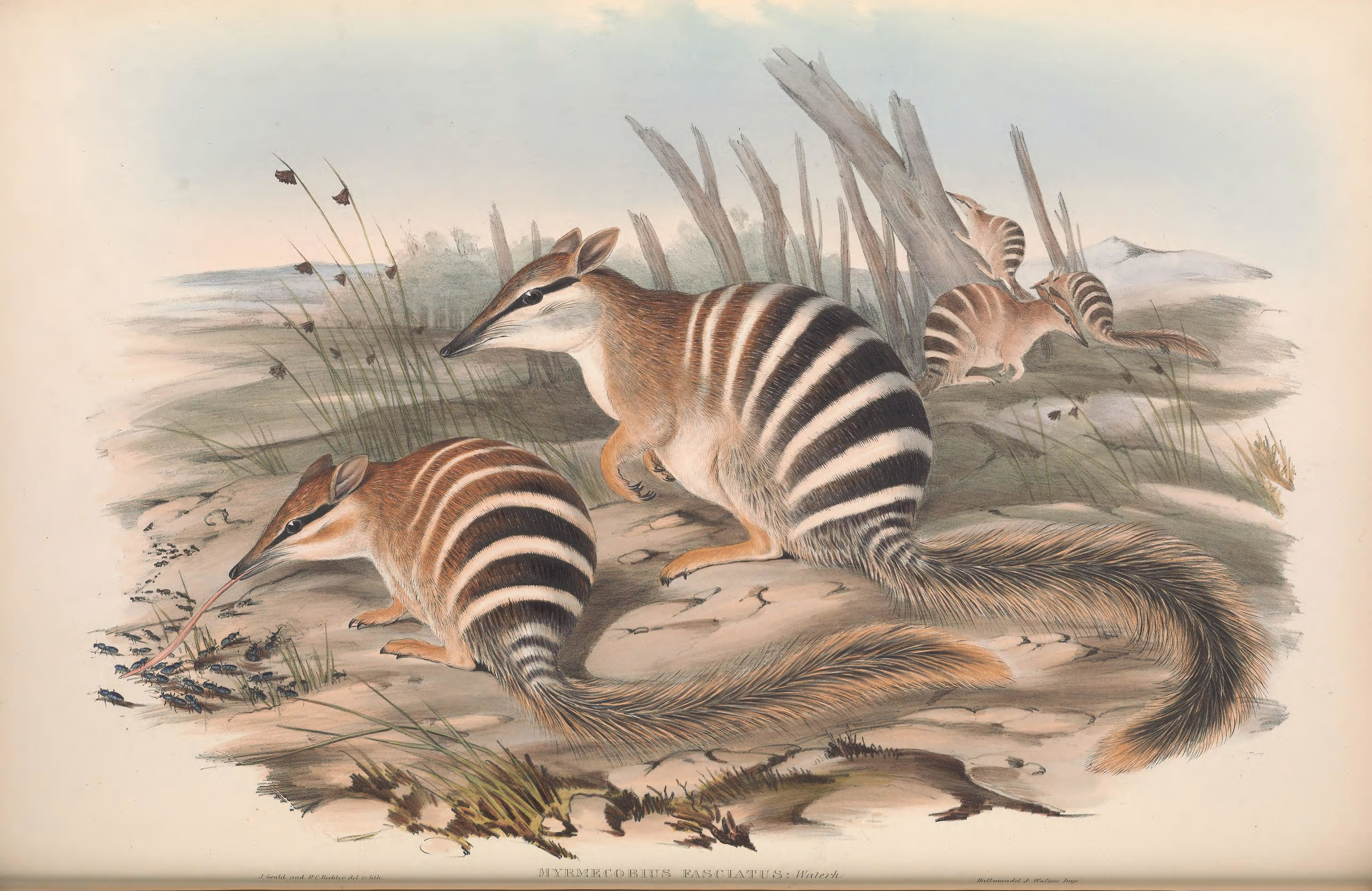
Ilustracja z książki Johna Goulda z 1863

Mrówkożer workowaty należy do niewielkich torbaczy. Długość ciała (bez ogona) wedle jednych źródeł wynosi od 17 do 29 cm, ogona od 12 do 21 cm, wedle innych długość ciała samic to 20–26,7 cm, samców 22,2–29 cm, długość ogona samic 14–21,3 cm, samców 12,5–20,7 cm; masa ciała samic 300–650 g, samców 400–750 g.
W relacji badaczy mrówkożera nie da się pomylić z żadnym innym zwierzęciem. W ubarwieniu zwracają uwagę pasy na grzbiecie barwy białej, w liczbie od 4 do 11, biegnące poprzecznie, w przedniej części ciała mniej wyraźne niż w tylnej. Tło jest ciemnobrązowe do czerwonobrązowego. Za okiem biegną dwie linie, ciemna i biała. Podgatunek M. f. rufus odróżnia się bardziej czerwonym ubarwieniem. Brzuszna część ciała jest płowa bądź biała.

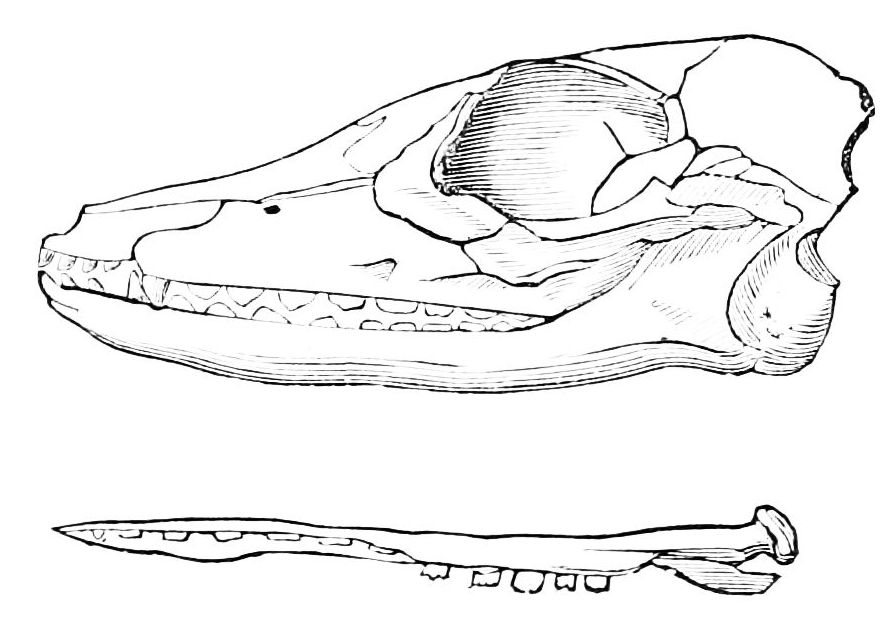
Czaszka, rysunek z 1875/1876

Głowa mrówkożera jest niewielka, płaska, pysk spiczasty. Kość międzyciemieniowa jest duża. Za oczodołem znajduje się niekompletny wał kostny budowany przez wyrostki kości czołowej, której wyrostek wystaje też daleko za oczodół, i jarzmowej, która tworzy też większą część łuku jarzmowego. Uszy są małe, dwukrotnie dłuższe niż szerokie. Dolne ograniczenie ucha środkowego stanowi skrzydło bębenkowe kości alisphenoideum. Kość łuskowa uległa redukcji. W odróżnieniu od uszu, język jest długi, smukły i lepki, wężowaty. Może być wyciągany daleko poza jamę gębową. Stanowi on przystosowanie do pożywiania się wyciąganymi z mrowisk czy termitier mrówkami i termitami. Podniebienie jest wydłużone, kompletne, zawiera otwór tylno-boczny, kość łzowa istotnie powiększona. Kość szczękowa ma bocznie położony otwór podoczodołowy. Słabo rozwinięte są zęby, niewielkie, wręcz zdegenerowane, poliprotodontyczne. Szczęka zawiera 4 siekacze, żuchwa po 3 po lewej i prawej stronie, potem występuje para kłów, a następnie zęby policzkowe (przedtrzonowce i trzonowce), wśród których zdarzają się zęby nadliczbowe, także szczęka zawiera ich 7–8, a połowa żuchwy 8–9. Zdarza się, że liczba zębów po lewej i po prawej stronie nie jest równa. Zatracona została budowa trybosfeniczna, koronę wieńczą proste guzki. Redukcja uzębienia stanowi przystosowanie do myrmekofagii (należące do łożyskowców mrówkojady w ogóle utraciły zęby). Obserwowano jednak mrówkożery częściowo przeżuwające pokarm, by przerywając chitynowe pancerzyki termitów odsłonić ich miękkie wnętrze. Gruczoły ślinowe podszczękowe są dobrze rozwinięte, dzielą się na przednią część śluzową i tylną surowiczą. Wydzielana przez nie lepka ślina pokrywa język, do którego przylepiają się owady, przenoszone następnie do jamy ustnej na 13–14 poprzecznych fałdów podniebienia.
Mimo przynależności do torbaczy nie stwierdza się torby lęgowej, jej rolę spełniają fałdy skóry porosłe sierścią, dość wyspecjalizowaną, krętą i złotej barwy. Występują 4 sutki. Samica ma także dwie ułożone poprzecznie i zakończone szyjkami macice, na przedzie których leżą jajniki. Przechodzą one w dwie długie, zwinięte pochwy. Uchodzą one wraz z cewką moczową do zatoki moczowo-płciowej. Uchodzi ona wraz z zakończeniem jelita do kloaki. Samiec z kolei ma elipsowate jądra umieszczone w mosznie, od strony przednio przyśrodkowej połączone z najądrzami. Nasieniowody uchodzą do cewki moczowej na verumontanum, niedaleko pęcherza. Występuje duży stercz oraz trzy gruczoły Cowpera, z których jeden jest powiększony. Narządem reprodukcyjnym jest rozszczepione na ostatnich 5 mm prącie, pokryte w części dalszej gładką skórą, odróżniającą się od zrogowaciałej, pokrywającej główną część penisa.
Układ pokarmowy cechuje się prostą budową. Żołądek jest gruczołowy, bez potężnej ściany mięśni, pokryty za to skeratynizowanym nabłonkiem tworzącym coś w rodzaju ząbków. Termity, mające mniej twardą chitynę od mrówek, są łatwiejsze do strawienia. Dostarczają jednak niewiele energii, rozmieszczone są nieregularnie, co pozwala na osiągnięcie niewielkiego metabolizmu zjadającym je zwierzętom. Przekłada się to na niski poziom metabolizmu i względnie niską temperaturę ciała mrówkożera workowatego, trochę wyższą za dnia niż w nocy (odzwierciedlenie rytmu dobowego). Nerka nie odróżnia się od swych homologów u innych niełazokształtnych, łatwo wyróżnić w niej korę i rdzeń, nie łączy się z nadnerczem. Moczowód mierzy 9,25 cm. Pęcherz moczowy w części grzbietowej u samca przechodzi w cewkę moczową. Samica ma gruczoły analne, nie występujące u samców. Występuje też mostkowy gruczoł zapachowy. Ciało kończy długi ogon, opisywany jako krzaczasty bądź przypominający szczotkę do butelek, zwłaszcza kiedy zwierzę stroszy na nim włosy. Przednie kończyny mają po 5 palców, tylne po 4 Nie występuje syndaktylia. Łapy wieńczą ostre, długie pazury, również stanowiące przystosowanie do myrmekofagii, podobne na zasadzie konwergencji do pazurów innych mrówkożernych ssaków.

## Zasięg występowania
Lokalizacja typowa to interior w okolicy Rzeki Łabędziej, 90 mil na południowy wschód od ujścia rzeki, obecnie w okolicy Brookton w Australii Zachodniej.
Mrówkożer workowaty występuje w zależności od podgatunku:
- M. fasciatus fasciatus – południowo-zachodnia Australia Zachodnia (Dryandra Woodland i Perup Nature Reserve); reintrodukowany w kilku miejscach południowo-zachodniej Australii Zachodniej, południowo-wschodniej Australii Południowej i w zachodniej Nowej Południowej Walii,
- M. fasciatus rufus – takson wymarły, występował w środkowej i wschodniej Australii Zachodniej, Australii Południowej i zachodniej Nowej Południowej Walii.

Zasięg występowania mrówkożera zależy od występowania stanowiących jego pokarm termitów. Ogranicza go także jego przywiązanie do formacji leśnych.
Zwierzę to zasiedlało w przeszłości południową połowę kontynentu australijskiego. Zasięg zaczął się jednak kurczyć w połowie XIX stulecia w związku z osadnictwem Europejczyków i wprowadzeniem przez nich lisa rudego. Zjawisko to przybrało na sile w połowie XX wieku, zwłaszcza na obszarach suchych. Zasięg zwiększył się w drugiej połowie XX wieku w związku z działaniami podjętymi przeciwko lisom oraz działaniami ochronnym polegającymi na rozrodzie w niewoli i przesiedleniach.
W przeszłości mrówkożery zamieszkiwały zróżnicowane siedliska, od umiarkowanie wilgotnych lasów po tereny suche, porosłe trawą, wręcz pustynne. Na obszarach o większej wilgotności obserwowano je w lasach eukaliptusowych z rzadkim podszytem tworzonym przez krzewy. Na terenach bardziej suchych zamieszkiwały obszary zarośnięte Eucalyptus salmonophloia i wandoo, lasy suche i formacje zaroślowe, zwłaszcza mulga, porosłe Acacia aneura, jak i eukaliptusowe sawanny i formacje trawiaste z Triodia, w końcu zaś ubogie w roślinność pustynne piaski. W lasach ceniły sobie zwalone pnie. Chroniły się też w ziemnych jamach. Współczesne populacje zamieszkują lasy eukaliptusowe.

## Tryb życia

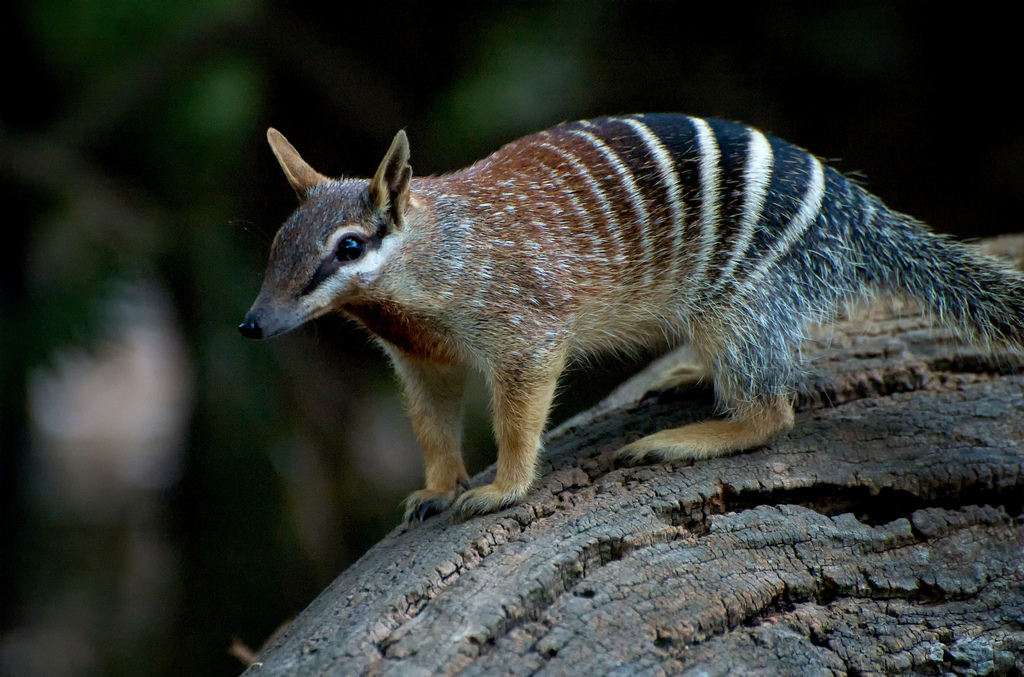
W zoo w Perth

Mrówkożer żywi się wedle różnych źródeł mrówkami i termitami albo też samymi termitami, a rzadko tylko mrówkami. Owady wyciąga z gniazd długim, lepkim językiem. W efekcie prócz pokarmu połyka duże ilości przypadkowych odpadów, stanowiących jedną czwartą masy połykanych treści. Żeruje w ciągu dnia, co stanowi rzadkość wśród torbaczy. Pojedyncze doniesienia miejscowej ludności podają napotykanie go w nocy. Jest jedynym torbaczem, którego dieta składa się wyłącznie z mrówek i termitów. W wyszukiwaniu zdobyczy kieruje się głównie wzrokiem, w mniejszym stopniu węchem. Siatkówkę budują głównie czopki, dobrze rozwinięta okolica środkowa wskazuje na dobry wzrok od przodu, nie występuje smuga wzrokowa. Zwierzę widzi 240°, przy czym 80° przypada na widzenie obuoczne. Wzrok jest pod względem ostrości lepszy niż u innych torbaczy. Zwierzę ma niski poziom metabolizmu, zużywa 3,89 ml O2 na gh, około 87% wartości typowej dla torbaczy podobnej masy ciała. Na minutę bierze 30,6 oddechu po około 6 ml powietrza. Niekiedy, nawet w razie dostępności pokarmu, obserwuje się trwający do 15 godzin torpor, w trakcie którego zazwyczaj dość niska temperatura ciała spada do 19,1 °C.
Przemieszcza się chodząc, bądź kłusem, a w razie zagrożenia biegiem. Szukając pożywienia, powoli chodzi i węszy. Najbardziej lubi szukać posiłku na skraju lasów, w pobliżu zwalonych pni czy wystających korzeni drzew. Gdy znajdzie pokarm, siada na tylnych łapach i rozkopuje termitierę pazurami przednich łap. W przeciwieństwie do większych myrmekofagów nie ma wystarczająco wiele sił, by dobrać się do wnętrza kopca termitów, dlatego też musi zadowolić się owadami przebywającymi w powierzchniowych jego częściach, sięga 2–3 cm w głąb termitiery. To przekłada się na konieczność polowania na termity w dzień, kiedy są one aktywne. Latem występują dwa szczyty aktywności: porankiem i wczesnym popołudniem. Zimą aktywny jest głównie w środku dnia. Aktywność obniża brak światła i zbytnia wilgotność, nie zwraca on natomiast większej uwagi na wiatr i temperaturę otoczenia. Podczas posiłku zachowuje czujność i wypatruje drapieżników, zaniepokojony stroszy ogon i warczy przy zamkniętym pysku lub syczy. W jednym miejscu pozostaje kilka minut, po czym szuka kolejnego.
W nocy zwierzę ukrywa się w jamach ziemnych, zazwyczaj o jednym wejściu i w przekroju mierzących około 8 cm i metr długości, za którym znajduje się leżąca 10–60 cm pod poziomem gruntu komora mierząca 15–23 cm, a także w wydrążonych kłodach drzew i w dziuplach. Sporządza sobie gniazdo z kory, trawy czy liści. Za dnia niekiedy wykorzystuje takie kryjówki chroniąc się przed drapieżnikami. Poza okresem rozrodu mrówkożery nie nawiązują relacji społecznych, wiodąc swe życie samotnie. W sezonie rozrodczym zdarza się, że samiec i samica dzielą wspólną jamę.
Zwierzę pada ofiarą kotów, lisów rudych, ptaków z rzędu szponiastych, wśród których wymienić można zwłaszcza krogulca brunatnego, krogulca obrożnego, orzełka australijskiego, orła australijskiego i sokoła brunatnego, pytonów z gatunku Morelia spilota, psów dingo, a być może również innych torbaczy, jak niełaz eukaliptusowy (Dasyurus geoffroii). Mrówkożerowi doskwierają także pasożyty. Wśród ektopasożytów Cooper wymienia kleszcze, w tym Ixodes vestitus, Ixodes myrmecobii, Amblyomma triguttatum, roztocza, jak Mesolaelaps australiensis, oraz meszki Echidnophaga myrmecobii i Echidnophaga perili. Pasożyty wewnętrzne obejmują nicienie, takie jak Beveridgeiella calabyi, Beveridgeiella inglisi i Echinonema, a także kolcogłowa Mulusentis myrmecobius, przenoszącego się prawdopodobnie przez termity, którego obecność powiązano ze zwiększoną śmiertelnością mrówkożerów. W niewoli odnotowano również infekcje bakteryjne Mycobacterium intracellulare i Mycobacterium chelonae.

## Rozmnażanie
Mrówkożer rozmnaża się raz do roku, w lecie, aczkolwiek zdarzają się młode przychodzące na świat w kwietniu. Samce zaczynają produkować plemniki w styczniu, kończą w lutym. Samica, która nie doznała zapłodnienia bądź straciła swój miot, może spróbować powtórnego rozrodu w tym samym roku. Zarodek rozwija się początkowo w organizmie matki, jednak ciąża trwa zaledwie 14 dni. Następnie samica rodzi do 4 młodych. Noworodek mierzy 20 mm. Przysysa się spłaszczonym pyskiem do sutka samicy, wplatając swe łapy w futro matki. Pozostaje pod jej opieką przez pół roku. Żywi się mlekiem matki zawierającym 29% treści stałej, 14% białka, 12% tłuszczu (głównie trójglicerydy, duża ilość reszt oleinowych, występujących również obficie w ciałach termitów, i arachidonowych) i 2% heksoz. Przypomina składem mleko kolczatki. Młode osiągając 30 mm, pokryte jest jasnym puchem. Mając 5,5 cm długości, wytwarza charakterystyczne pasy. Kiedy osiągną 7,5 cm, mogą już odczepić się od sutka matki, która umieszcza je w norze. Dzieje się to zwykle późnym lipcem bądź wczesnym sierpniem. Nim osiągną 10 miesięcy, bawią się ze sobą, goniąc się wzajemnie. Późnym wrześniem próbują samodzielnie zdobywać pokarm, by w listopadzie usamodzielnić się. Rozchodzą się wtedy, przemierzając od 0,6 do 10 km, średnio 3,6 km, obejmując własne terytorium. Dojrzałość płciową uzyskują w różnym wieku zależnie od płci. O ile samice mogą zacząć rozród jeszcze w pierwszym roku życia, o tyle samce nie przystępują doń przed wiekiem dwóch lat.

## Genetyka
Diploidalna liczba chromosomów wynosi 2n = 14, jak u wielu innych torbaczy. Badania mtDNA wskazują na efekt szyjki od butelki w przeszłości.